# Хрустан тонкодзьобий
Хрустан тонкодзьобий (Oreopholus ruficollis) — вид сивкоподібних птахів родини сивкових (Charadriidae).  Мешкає в Південній Америці. Єдиний живий представник роду Тонкодзьобий хрустан (Oreopholus). З плейстоценових відкладень Еквадору відомий ще один представник цього роду — Oreopholus orcesi.

## Опис
Середня довжина птаха становить 28 см. Тім'я темно-сіре, над і під очима білі смуги, через око проходить чорна смуга. Горло рудувате. Спина сіро-коричнева, поцяткована чорними і коричневими смужками. Верхня частина грудей сірувата з рудим відтінком, живіт кремовий з великою чорною плямою. Крила чорні, поцятковані численними білими смужками. Хвіст рудувато-сірий. Дзьоб чорний, лапи рожеві.

## Підвиди
Виділяють два підвиди:
- O. r. pallidus Carriker, 1935 (північне узбережжя Перу);
- O. r. ruficollis (Wagler, 1829) (Південна Америка).

## Поширення і екологія
Тонкодзьобий хрустан гніздиться в Андах в Аргентині, Болівії, Чилі і Перу на висоті 3500-4500 м над рівнем моря. Влітку мігрує на рівнини, з'являється в Еквадорі, Бразилії, Уругваї, іноді долітає до Фолклендських островів. Живе в субтропічних посушливих регіонах, порослих чагарником, на рівнинах помірного клімату, на високогірних луках.

## Поведінка
Харчується здебільшого комахами. Гніздо являє собою заглибину в піску. В кладці 4 яйця коричнюватого кольору з чорними плямками, розміром 43×33 мм.